# Drepanolejeunea bischleriana
Drepanolejeunea bischleriana là một loài Rêu trong họ Lejeuneaceae. Loài này được K. C. Pôrto & Grolle mô tả khoa học đầu tiên năm 1987.